# Volf-Rajeova zvezda
Volf–Rajeove zvezde (često nazivane WR zvezde) su evoluirane, vrele, masivne zvezde, sa veoma visokom stopom gubitka svoje mase. Njihova masa iznosi 20 i više solarnih masa; temperatura je ekstremno velika i kreće se od 25 do 200 hiljada Kelvina, a u snažnom zvezdanom vetru brzine do 2000 km/s oni vrlo brzo gube svoju masu. Ove zvezde su i veome luminozne i njihov sjaj iznosi od nekoliko desetina hiljada do nekoliko miliona puta jači od Sunčevog sjaja. Najviše zrače u dalekom, ultraljubičastom i X-spektru, ali nisu posebno uočljive u vidljivom spektru.
Ova vrsta masivnih zvezda otkrivena je 1867. godine. Danas se zna da iako su malobrojne (1:10 000 000), vrlo su značajne za procese stvaranja hemijskih elemenata i imaju ključnu ulogu u životnim ciklusima zvezda. Njihov život je kratak, ali intenzivan. Imaju oko 10 milijardi snažniji zvezdani vetar od solarnog, za razliku od solarnog vetra koji nema uticaja na samu evoluciju Sunca, ali ima efekte poput polarne svetlosti ili smetnji na radio vezama, vetar Volf-Rajeovih zvezda utiče na njihovu evoluciju. On u snažnim naletima rapidno odnosi materiju sa njih, stvarajući utisak da zvezda isparava. Zbog ogromnih temperatura, oni imaju sposobnost da sagorevaju i teže elemente od ugljenika, azota i kiseonika, sve do gvožđa. Pri kraju života, zvezde se odupiru snažnom kolapsu sagorevajući teške elemente u svojim jezgrima. Od nastale temperature, nastaje veoma snažan vetar koji dostiže brzine i do 9 miliona km/h odnoseći pri tom sloj po sloj zvezde. Na kraju svog života, zvezde eksplodiraju kao supernove i od njih nastaje druga generacija zvezda.

## Podela
Volf–Rajeove zvezde se dele na tri klase u zavisnosti od dominantnog elementa, tj. najšire emisione linije u spektru:
- zvezde, kod kojih je dominantan azot, te stoga potiče N u nazivu, a ima malo ugljenika

Najdominantnije linije azota su ,  i .
- zvezde, kod kojih je dominantan ugljenik i nema azota

Najdominantnije linije ugljenika su  i .
- zvezde, najređe, sa najvećom količinom kiseonika, a ugljenika manje od 1%.

Najdominantnije linije kiseonika su  i .
Dve klase WN i WC se dalje dele u zavisnosti od temperature na WN5-WN8 zasnovane na relativnoj jačini talasnih dužina jednom jonizovanog i neutralnog helijuma na 541,1 nm i 587,5 nm. Volf-Rajeove emisione linije obično imaju proširen i apsorpcioni deo.
Spektralni niz WN je proširen na 8 podklasa od WN2 do WN9, u zavisnosti od jačine linija  (463,4-464,1 nm i 531,4 nm),  linija (347,9-348,4 nm i 405,8 nm) i  (460,3, 461,9 i 493,3-494,3 nm).
| Spektralni tip | Kriterijum                               | Druge emisione linije                        |
| -------------- | ---------------------------------------- | -------------------------------------------- |
| WN2            | NV slaba ili nije ni prisutna            | Jaka linija HeII                             |
| WN2.5          | NV prisutna, NIV ne postoji              |                                              |
| WN3            | NIV << NV, NIII slaba ili ne postoji     |                                              |
| WN4            | NIV ≈ NV, NIII slaba ili ne postoji      |                                              |
| WN5            | NIII ≈ NIV ≈ NV                          |                                              |
| WN6            | NIII ≈ NIV, NV slaba                     |                                              |
| WN7            | NIII > NIV                               | Slaba P-Cyg profil HeI, 468.6 nm HeII > NIII |
| WN8            | NIII >> NIV                              | Jak P-Cyg profil HeI, 468.6 nm HeII ≈ NIII   |
| WN9            | NIII > NII, NIV odsutna                  | P-Cyg profil HeI                             |
| WN10           | NIII ≈ NII                               | H Balmerova linija, P-Cyg profil HeI         |
| WN11           | NIII slaba ili ne postoji , NII prisutna | H Balmerova linija, P-Cyg profil HeI         |

Detaljnije se mogu klasifikovati i WC i WO spektri.
| Spektralni tip | Kriterijum                                     |
| -------------- | ---------------------------------------------- |
| WC4            | CIV jaka, CII slaba, OV umerena                |
| WC5            | CIII << CIV, CIV < OV                          |
| WC6            | CIII << CIV, CIV > OV                          |
| WC7            | CIII < CIV, CIV >> OV                          |
| WC8            | CIII > CIV, CII odsutna, OV slaba ili odsutna  |
| WC9            | CIII > CIV, CII prisutna, OV slaba ili odsutna |

| Spektralni tip | Kriterijum                        |
| -------------- | --------------------------------- |
| WO1            | OVII ≥ OV, OVIII prisutna         |
| WO2            | OVII < OV, CIV < OVI              |
| WO3            | OVII slaba ili odsutna, CIV ≈ OVI |
| WO4            | CIV > OIV                         |

## Istorija posmatranja
Godine 1867. teleskopom Foucaut astronomi Čarls Volf i Džordž Raje su u pariskoj opservatoriji uočili tri Signus zvezde koje su imale široke emisione linije u neprekidom spektru. To su prve tri identifikovane Volf–Rajeove zvezde. Najveći broj zvezda u svom spektru imaju apsorpcione linije, tako da su ove zvezde bile neobični objekti.
Edvard Pikering je teorijski pretpostavio da linije potiču od neobičnog stanja vodonika, poput stanja vodonika u Balmerovim serijama. Kasnije je potvrđeno da ove linije potiču od prisustva helijuma, koji je bio otkriven čak i kasnije od otkrića helijuma. Pikering je uočio sličnosti između Volf–Rajeovih zvezda i galaktičkog spektra, a zaključak iz ovih sličnosti je bio da su neke od Volf–Rajeovih zvezda centralne zvezde planetarnih galaksija.
Do 1929. godine širina emisionih linija se pripisivala Doplerovom efektu širenja, što bi značilo da se okolina gasa ovih zvezda mora kretati brzinama preko 300 km/s. To bi bilo moguće jedino da ovakve zvezde neprekidno izbaciju gas u atmosferu proizvodeći omotač galaktičkog gasa koji će se širiti kroz prostor. Pritisak od ovakvih talasa gasa uočen je kao radijacioni pritisak. Poznato je da veliki broj zvezda koje imaju Volf-Rajeov tip spektra su centralne vezde planetarnih galaksija, ali takođe veliki broj njih nije ni na kakav način povezan sa galaksijom.
Pored helijuma identifikovane su i emisione linije ugljenika, kiseonika i azota u njihovim spektrima. Međunarodna astronomska unija klasifikovala je 1938. godine sektre Volf-Rajeovih zvezda u tipove WN, WC i WO, u zavisnosti od toga da li su dominantne linije azota, ugljenika i kiseonika redom.

## Fizičke osobine
Volf–Rajeove zvezde su uobičajeni stepen u evoluciji veoma masivnih zvezda i tada su izražene njihove emisione linije helijuma, azota, ugljenika i kiseonika. Te jake emisione linije mogu se identifikovati u obližnjim galaksijama. U našoj galaksiji je identifikovano oko 500 Volf–Rajeovih zvezda. U poslednjih par godina, broj identifikovanih zvezda, tj. zvezda uvedenih u katalog, znatno se povećao kada su dobijeni rezultati fotometriјkih i spektroskopskih istraživanja u spektru bliskom infra-crvenom. U tim posmatranjima, posmatrana je prvenstveno galaktička ravan. Očekivano je da u lokalnoj grupi galaksija postoji nešto manje od 1.000 ovakvih zvezda, od kojih je u Magelanovim oblacima poznato 150, u M33 se zna za 206, a u M31 je uočeno 104. Istraživanja su pokazala da se van naše lokalne grupe nalaze još hiljade Volf–Rajeovih zvezda i kandidata za njih, a posebno ih ima u regionima u kojima ima ogromni broj zvezda.
Karakteristične emisione linije se formiraju u regionima gustih i vrlo brzih zvezdanih vetrova koji okružuju vrlo tople zvezdane fotosfere. U tim fotosferama proizvodi se jako velika količina ultra-ljubičastog zračenja koje izaziva fluorescenciju. Proces nastajanja emisionih linija sastoji se od CNO ciklusa (ugljenik-azot-kiseonik ciklus) u kojima je vodonik glavno gorivo, a kasnije dolazi do reakcija u kojima se koristi i helijum. Vodonik je glavno gorivo kod WN zvezda i tada su linije azota najšire emisione linije, dok se sagorevanjem helijuma dobijaju omotači bogati ugljenikom prisutni kod WC i WO zvezda sa najišim ugljenikovim i kiseonikovim linijama redom.
| Spektralni tip | Temperatura (K) | Poluprečnik | Masa | Luminoznost | Apsolutna magnituda |
| -------------- | --------------- | ----------- | ---- | ----------- | ------------------- |
| 2              | 85.000          | 0,9         | 16   | 250.000     | -2,6                |
| 3              | 85.000          | 2,3         | 19   | 220.000     | -3,2                |
| 4              | 70.000          | 2,3         | 15   | 200.000     | -3,8                |
| 5              | 60.000          | 3,7         | 15   | 160.000     | -4,4                |
| 6              | 56.000          | 5,7         | 18   | 160.000     | -5,1                |
|                | 45.000          | 25          | 74   | 3.300.000   | -7,5                |
|                | 50.000          | 6,0         | 21   | 350.000     | -5,7                |
|                | 45.000          | 23          | 52   | 2.000.000   | -7,2                |
|                | 40.000          | 22          | 39   | 1.300.000   | -7,2                |
|                | 35.000          | 23          | 33   | 940.000     | -7,1                |

WNh zvezde se vrlo razlikuju od WN zvezda koje ne sadrže vodonik. Mnogo su masivnije i već, te iako imaju sličan spektar one su jedne od najluminoznijih zvezda koje postoje. Prve ovakve pronađene zvezde su u detektovane u Magelanovim oblacima.
| Spektralni tip | Temperatura (K) | Poluprečnik | Masa | Luminoznost | Apsolutna magnituda |
| -------------- | --------------- | ----------- | ---- | ----------- | ------------------- |
| 2              | 200.000         | 0,6         | 19   | 500.000     | -2                  |
| 4              | 117.000         | 1,0         | 10   | 160.000     | -3,3                |
| 5              | 83.000          | 2,2         | 12   | 200.000     | -4,1                |
| 6              | 78.000          | 2,9         | 14   | 320.000     | -4,4                |
| 7              | 71.000          | 2,9         | 11   | 200.000     | -4,2                |
| 8              | 60.000          | 4,2         | 11   | 200.000     | -4,5                |
| 9              | 44.000          | 6,6         | 10   | 160.000     | -5,2                |

1. 1 2 3 4 5 6  U odnosu na Sunce

Volf–Rajeove zvezde mogu pripadati ugljeničnom nizu (WC), što je posebno prisutno kod najkasnijih tipova, a uočljivo je po njihovoj proizvodnji prašine. Međuzvezdana prašina nastaje i kod usamljenih zvezda, ali je najčešće proizvod sudara zvezdanih vetrova sa dve zvezde koje se nalaze u dvojnom sistemu.

## Nomenklatura
Prva tri kataloga Volf–Rajeovih zvezda nisu uvela nikakvu nomenklaturu za te zvezde. Godine 1962. izdavanjem četvrtog kataloga galaktičkih Volf–Rajeovih zvezda uvedeno je prebrojavanje zvezda u zavisnosti od njihove rektascenzije. U petom katalogu su korišćeni redni brojevi četvrtog kataloga sa prefiksom MR, a dodani su podaci o novim zvezdama sa prefiksom LS. Danas se ne koristi nijedna od ovih šema.
U šestom katalogu su uvedeni brojevi ovih zvezda koji se i danas koriste. Zvezde jesu poređane po rektascenziji. Novi podaci koji su uvedeni u sedmom katalogu su svrstane među postojeće dodavanjem odgovarajićih nastavaka za zvezde iz galaktičkog centra. Današnja posmatranja u kojima se uočava veliki broj novih zvezda koriste svoje prebrojavačke sisteme.
U drugim galaksijama ove zvezde se prebrojavaju na drugačije načine. U galaksiji Velikih Magelanovih oblaka prisutna je nomenklatura iz četvrtog kataloga prve populacije Volf–Rajeovih zvezda. U Malim Magelanovim oblacima, zvezde se prebrojavaju primarno najčešće sa AB i brojem, a do sad ih je zabeleženo 12.

## Evolucija
Iako su i danas mnoge faze evolucije ovih zvezda neproučene, postoje spekulacije o životu ovih zvezda i upoređivane su sa zvezdanim evolucijama manjih i zvezdama sa dužim životnim vekom.

### Prvobitne ideje
Godine 1965. astronom Rublef je pretpostavio, a kasnije i astronom Konti 1976. da klasa Volf-Rajeovih zvezda potiče od masivnih zvezda spektralne klase O u kojima postoje jaki zvezdani vetrovi koji raznose razne delove zvezde u okolni prostror. Ova hipoteza se pokazala istinitom u principu, ali je proces nastajanja WR zvezde od O zvezde u mnogome komplikovaniji.
Rani modeli evolucije masivnih zvezda su pokazali da one evoluiraju prilično daleko od glavnog niza hladeći se i postajući najpre plavi, a zatim superdžinovi. Jednostavni modeli nuklearne fuzije su pokazali da ovi superdžinovi sagorevaju i teške elemente pre nego što eksplodiraju kao supernove, ali ne postaju Volf–Rajeove zvezde.
Dalja istraživanja su pokazala da postoji gornja granica stabilnosti luminoznih zvezda. Dovoljno masivne zvezde ne postaju crveni superdžinovi, već prosipaju svoju atmosferu u okolni prostor, tako da ostaju u fazi plavog plavog superdžina ili može njihova atmosfera da postane izvor Volf–Rajeovih zvezda. Takav materijal se sve više skuplja i zagreva. Pretpostavljeno je da su ranije i toplije zvezde bile kasne faze evolucije hladnih WR zvezda, međutim eksperimentalna istraživanja nisu bila u skladu sa ovom pretpostavkom.

### Današnji modeli
WR zvezde danas tumačimo kao:
- fazu u evoluciji najmasivnijih zvezda
- u mnogo manjem broju nalaze se kao centralne zvezde planetarnih galaksija

Kao faza u evoluciji masivnih zvezda, Volf–Rajeove zvezde mogu biti faza vezde posle faze crvenog superdžina, faza zvezde posle plavog superdžina ili direkto najmasivnija zvezda u glavnom nizu. Samo crveni superdžinovi nižih masa mogu eksplodirati kao supernove dok se masivniji crveni superdžinovi odbacujući atmosferu sažimaju i dobijaju više temperature. Neki od ovako evoluiranih crvenih superdžinova mogu postati žuti superdžinovi, ali većina postaje Volf–Rajeove zvezda.
Masivne zvezde sa glavnog niza formiraju veoma toplo jezgro u kom se odvija fizija vodonika CNO ciklusima. Rezultat ovog procesa je jaka konvekcija (provođenje) toplote kroz celu zvezdu. Konvekcija uzrokuje mešanje elemenata nastalih fuzijom i odnosi ih na površinske delove zvezde. Dolazi do rotacije, a posebno izražena površinska rotacija kada se jezgro okreće brže od spoljašnje površine. Takve zvezde imaju u njihovim površinama imaju azota još dok su veoma mlade, a pomoću zvezdanih vetrova ukoliko su dovoljno tople, mogu da se razviju u vezde iz spektra WNh, i tada količina azota u površini raste. Ovim postupkom se objašnjava luminoznost zvezda WNh. One će i dalje sagorevati vodonik i gubiti masu. WNh zvezde mogu u nekim slučajevima da se prošire i stignu u fazu plavog superdžina u slučajevima kada se vodonik u jezgru potroši. Kada je mešanje zadovoljavajuće, tj. u slučaju dovoljno rapidne rotacije, one mogu da evoluiraju direktno u WN zvezde bez vodonika.
Posmatranja supernove su pokazala da oko četvrtina jezgara kolapsiraju u supernove tipa Ib. U slučajevima kada u jezgru više nema vodonika, drugi način kolapsiranja je supernova tipa Ic kada u jezgru ima jako malo helijuma i gotovo bez prisustva vodonika. Istraživanja su pokazala da najveći broj zvezda kolapsira u supernove, a ne umire mirno dolaskom u fazu neutronske zvezde. Svaka zvezda sa početnom masom većom od devet masa Sunca će završiti kao supernove.
Jednostavna evolucija WR zvezda iz viših u niže temperature koja se završava fazom WO zvezde nije dostupna posmatranjima. WO zvezde su ekstremno retke i sve poznate ovakve zvezde (12) su mnogo luminoznije i masivnije nego prosečna Volf-Rajeova zvezda. Alternativne teorije pretpostavljaju da su WO zvezde nastale od najmasivnijih zvezda glavnog niza ili su one ekstremno kratke faze zvezdanog života koja traje samo nekoliko hiljada godina pre eksplozije.
| Početna masa (M☉) | Evolucioni niz                       | Tip supernove |
| ----------------- | ------------------------------------ | ------------- |
| 60+               | O → Of → WNLh ↔ LBV →[WNL]           | IIn           |
| 45–60             | O → WNLh → LBV/WNE? → WO             | Ib/c          |
| 20–45             | O → RSG → WNE → WC                   | Ib            |
| 15–20             | O → RSG ↔ (YHG) ↔ BSG (plave petlja) | II-L (or IIb) |
| 8–15              | O → RSG                              | II-P          |

Skraćenice:
- O: Zvezda O klase na H-R dijagramu
- Of: evoluirana zvezda O klase sa emisionim spektrom azota i helijuma
- BSG: plavi superdžin
- RSG: crveni superdžin
- YHG: žuti hiperdžin
- LBV: luminozna plava promenljiva
- WNL: kasna WN klasa Volf-Rajeovih zvezda (WN6-WN9)
- WNE: rana WN klasa Volf-Rajeovih zvezda (WN2-WN6)
- WNLh: WNL sa vodonikovim linijama
- WC: WC klasa Volf-Rajeovih zvezda
- WO: WO klasa Volf-Rajeovih zvezda

### Hipernove
Hipernove su eksplozije nastale od Volf-Rajeovih zvezda koje su izgubile spoljne omotače zbog intenzivnog zvezdanog vetra. Neposredno pre eksplozije, Volf-Rajeova zvezda je ubrzano trošila preostalo gorivo kroz nuklearne reakcije čijji je intenzitet postao je nedovoljan da održava jezgro zvezde protiv gravitacionog kolapsa. U kolapsiranom jezgru se formirala crna rupa okružena akrecionim diskom. Za svega par sekundi, iz blizine crne rupe je ogromnom brzinom izbačen mlaz materije koji je prošavši kroz spoljnu ljusku zvezde zajedno sa snažnim vetrom novoformiranog radioaktivnog izotopa raspadajućeg nikla-56 razneo zvezdu u eksploziji koja se naziva hipernova.
Ovakav model kolapsara je predložen 1993. godine. Hipernova zrači u optičkom delu spektra uglavnom zbog nuklearne eksplozije radioaktivnog nikla. U međuvremenu, mlaz naleće na materiju koja okružuje zvezdu i stvara gama-blesak.

## Volf–Rajeove galaksije
Volf–Rajeove galaksije su galaksije koje sadrže veliki broj Volf–Rajeovih zvezda. Oko jedna četvrtina ovakvih galaksija ima emisioni spektar koji je koncentrisan oko talasnih dužina od 468,6 nm.

## Značaj
Volf-Rajeove zvezde predstavljaju važnu fazu u evolusiji masivnih zvezda. Danas se proučavaju preko NASA-inih teleskopa Hopkins Ultraviolet Telescope (HUT) i Wisconsin Ultraviolet Photo-Polarimeter Experiment (WUPPE). Pomoću istraživanja je procenjeno i očekivano skoro vreme kada će one eksplodirati kao supernove.

## Galerija
- Binarna zvezda AB7 poznata i kao SMC WR7 koja se sastoji od Volf-Rajeove zvezde i zvezde iz klase O
- HD 5980 je najsvetlija zvezda u Malim Magelanovim oblacima koja se sastoji od 3 komponente, 2 Volf-Rajeova zvezde i jedne zvezde klase O
- NGC 3603-B Volf-Rajeova zvezda je najsjajnija zvezda u NGC 3603
- R136a1 Volf-Rajeova zvezda, najmasivnija od svih poznatih zvezda
- VFTS 682 Volf-Rajeova zvezda u Velikim Magelanovim oblacima
- WR 102ka, poznata i kao Peonijeva galaksija, je Volf-Rajeova zvezda i jedna je od kandidata za najsjajniju zvezdu u našoj galaksiji
- WR 124 okružena galaksijom M1-67.
- WR136 u centru sazvežđu Labud
- WR 22 u galaksiji Karina